# Palo Negro
Palo Negro – miasto w Wenezueli; w stanie Aragua; 136 tys. mieszkańców (2006).